# Tibetrosenfink
Tibetrosenfink (Carpodacus roborowskii) är en asiatisk fågel i familjen finkar inom ordningen tättingar. Den förekommer enbart i mycket högt belägna bergstrakter på över 4500 meters höjd i västcentrala Kina. Beståndet anses vara livskraftigt.

## Kännetecken

### Utseende
Tibetrosenfinken är en stor (17–18 cm), lång rosenfink med rundat huvud samt tunn och spetsig gul näbb. Hanen har mörkt karmosinrött ansikte som sträcker sig ner mot strupen, grå ovansida med skär anstrykning, blekrosa övergump och lavendelrosa undersida, blekare på undre stjärttäckarna. Honan är övervägande gråbrun och mörkstreckad (bortsett från övergump och övre stjärttäckare), undertill mer beigevit med tunnare streck. Flykten är snabb och elegant påminnande om grandala.

### Läten
Fågeln är mestadels tystlåten, en har en kort och klagande vissling som ofta avges som en längre drill.

## Utbredning och systematik
Tibetrosenfinken förekommer i bergstrakter i västcentrala Kina (centrala Qinghai). Den behandlas som monotypisk, det vill säga att den inte delas in i några underarter.

### Släktskap
Tibetrosenfinken beskrevs ursprungligen som en art i släktet Leucosticte (alpfinkar), och var en period därefter placerad som ensam art i släktet Kozlowia. DNA-studier visar dock att den är en del av Carpodacus, närmast släkt med den mycket dåligt kända arten kunlunrosenfink och dessa båda i sin tur systergrupp med de likaledes bergslevande arterna större rosenfink och himalayarosenfink.

## Levnadssätt
Tibetrosenfinken lever högt uppe på Tibetanska högplatån där den hittas i höglänt, ödsligt och klippigt stäpplandskap samt på stäppartade alpängar på mellan 4500 och 5400 meters höjd, något lägre vintertid. Förutom grå alpfink (Leucosticte brandti) är detta är en miljö som alla andra fåglar undviker. Den ses ensam eller i par, tillfälligt i större familjegrupper, födosökande efter frön och växtdelar på den mycket sparsamt bevuxna marken. Ett bo som hittats i Qinghai var placerat i en klippskreva bland klippblock på en stenig sluttning på 4650 meters höjd och innehöll fem ägg i slutet av juli.

## Tibetrosenfink och människan

### Status och hot
Arten har ett stort utbredningsområde och en stor population med stabil utveckling och tros inte vara utsatt för något substantiellt hot. Utifrån dessa kriterier kategoriserar internationella naturvårdsunionen IUCN arten som livskraftig (LC). Den beskrivs dock som sällsynt och dåligt känd.

### Namn
Fågelns vetenskapliga artnamn hedrar Vsevolod Ivanovitj Roborovskij (1856–1910), rysk upptäcktsresande i Centralasien. Fram tills nyligen kallades den även roborovskijrosenfink på svenska, men justerades 2022 till ett enklare och mer informativt namn av BirdLife Sveriges taxonomikommitté.